# Српски препород (политичка странка)
Српски препород је ванпарламентарна политичка странка у Републици Србији. Основана је 2011. године под именом Српска демократска странка. 2015. године се уједињује са мањим патриотским удружењима и мења име у Српски препород.
Учествује на изборима 2016. где осваја 0,35% гласова и остаје испод цензуса од 5%.